# Rolf Holmgren
Rolf Erling Holmgren, född 24 mars 1946 i Ystad, Skåne, är en svensk skådespelare och manusförfattare.

## Biografi
Holmgren studerade vid Statens scenskola i Stockholm. Efter studierna engagerades han vid Göteborgs Stadsteaters skolteaterensemble, som senare fick namnet Backa teater.

## Filmografi
- 1978 – Tältet
- 1990 – En midsommarnattsdröm
- 1990 – Hem till byn (TV-serie)
- 1994 – Rena rama Rolf (TV-serie)
- 1995 – En på miljonen
- 1996 – Gisslan
- 1997 – Hitler och vi på Klamparegatan
- 2003 – Sista hoppet (kortfilm)
- 2003 – Solisterna (TV-serie)
- 2003 – Solbacken: Avd. E (TV-serie)
- 2005 – Jag tänker på mig själv – och vänstern

## Teater

### Roller (ej komplett)
| År   | Roll      | Produktion                                      | Regi            | Teater       |
| ---- | --------- | ----------------------------------------------- | --------------- | ------------ |
| 2001 |           | Eliza George Bernard Shaw                       | Eva Bergman     | Backa teater |
| 2002 |           | Hatten är din Mats Kjelbye                      | Alexander Öberg | Backa teater |
| 2002 | Tvättaren | Nefertitis barn Jonna Nordenskiöld              | Malin Stenberg  | Backa teater |
| 2003 |           | Cabaret John Kander, Fred Ebb och Joe Masteroff | Alexander Öberg | Backa teater |